# Tuapa
Tuapa est un des treize villages de Niue, situé à 6 km environ de la capitale Alofi.
Selon le dernier recensement (2006), il a une population de 120 habitants.